# Index Kewensis
O Index Kewensis (IK) é mantido pelo Royal Botanic Gardens, Kew. Seu objetivo é registrar formalmente, no âmbito das espécies e gêneros, os nomes botânicos das plantas que produzem sementes. Atualmente ampliou-se também para incluir nomes de famílias e subespécies.